# 桃花島

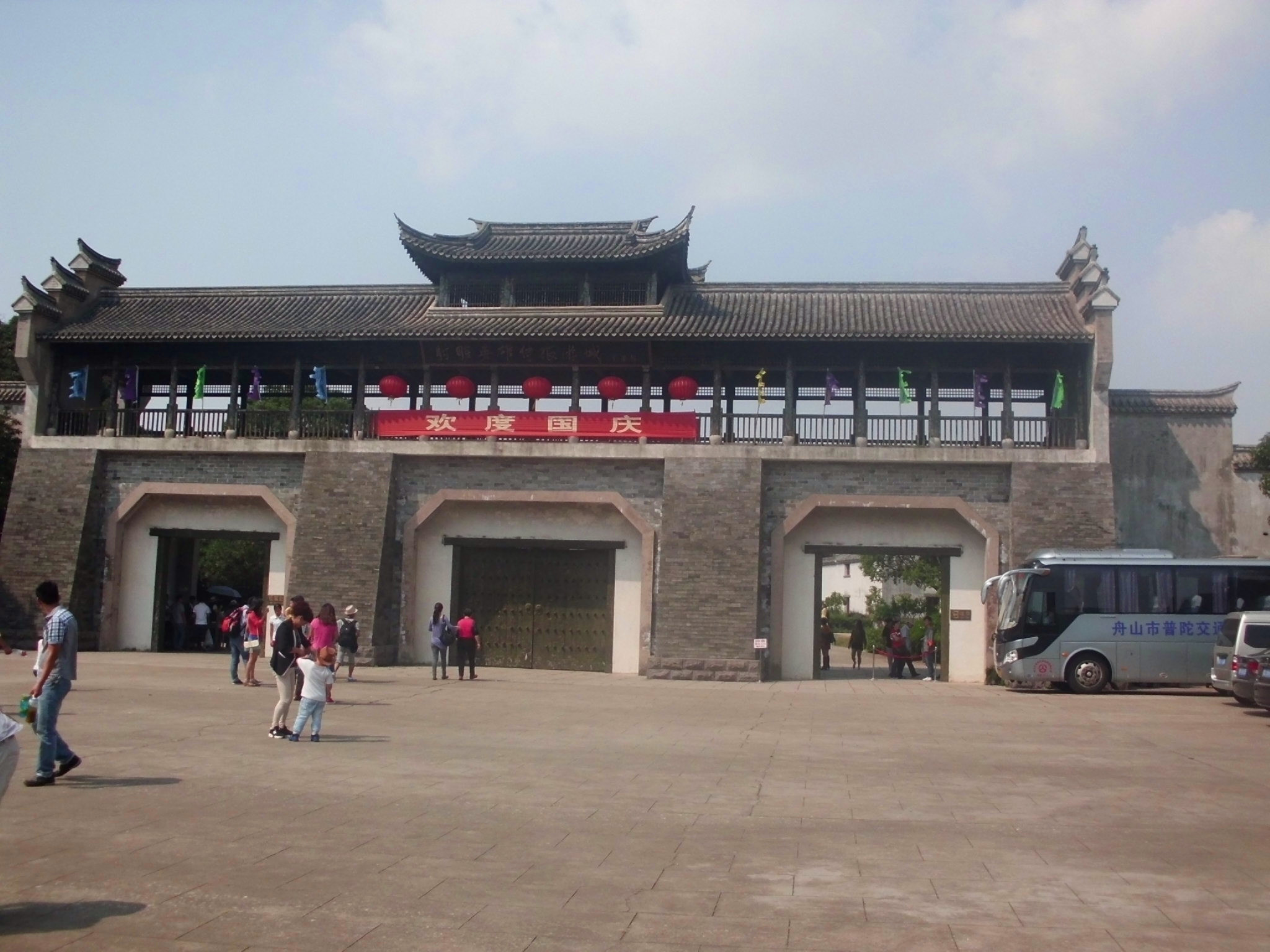
桃花島

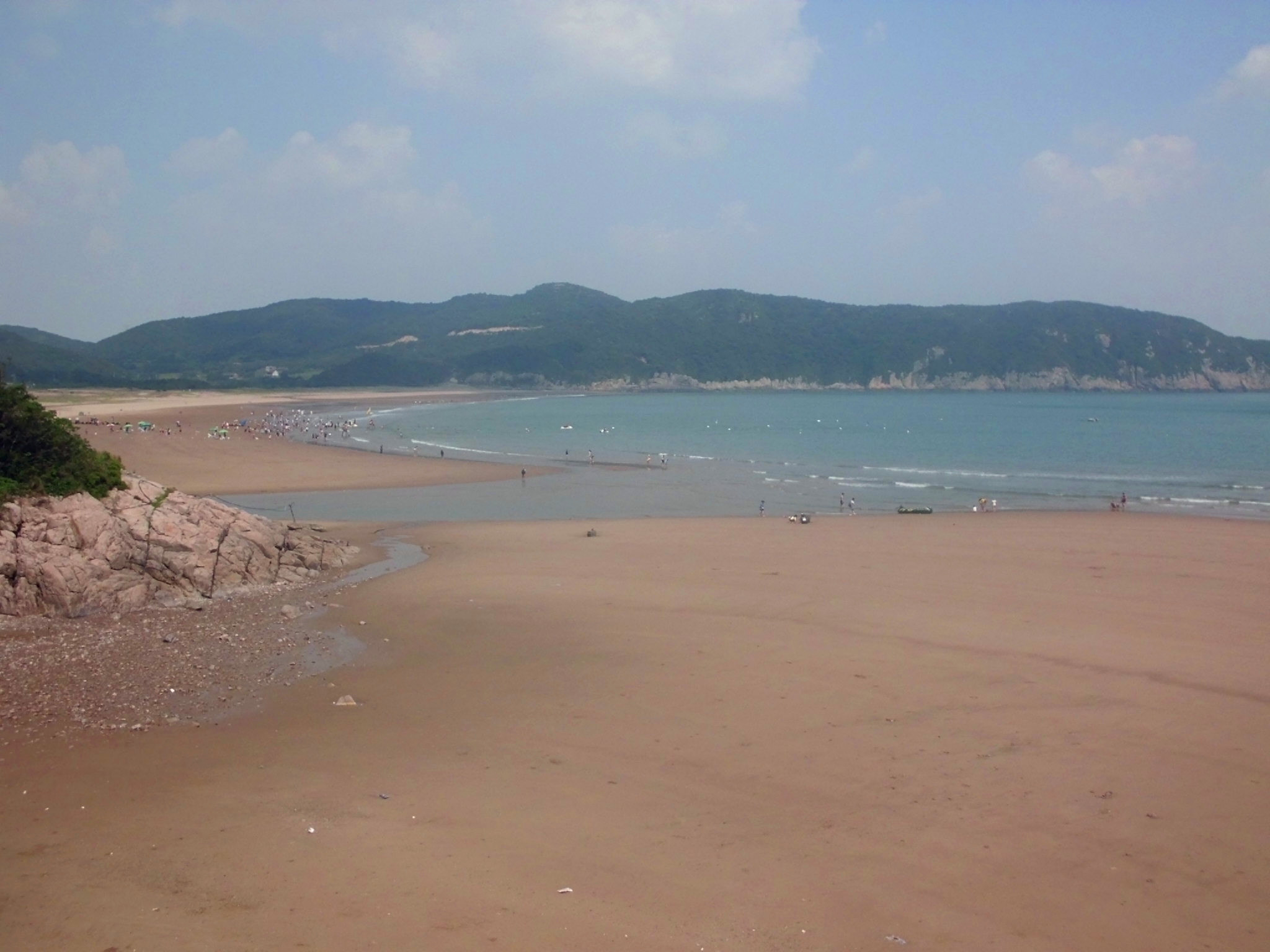
桃花島の砂浜

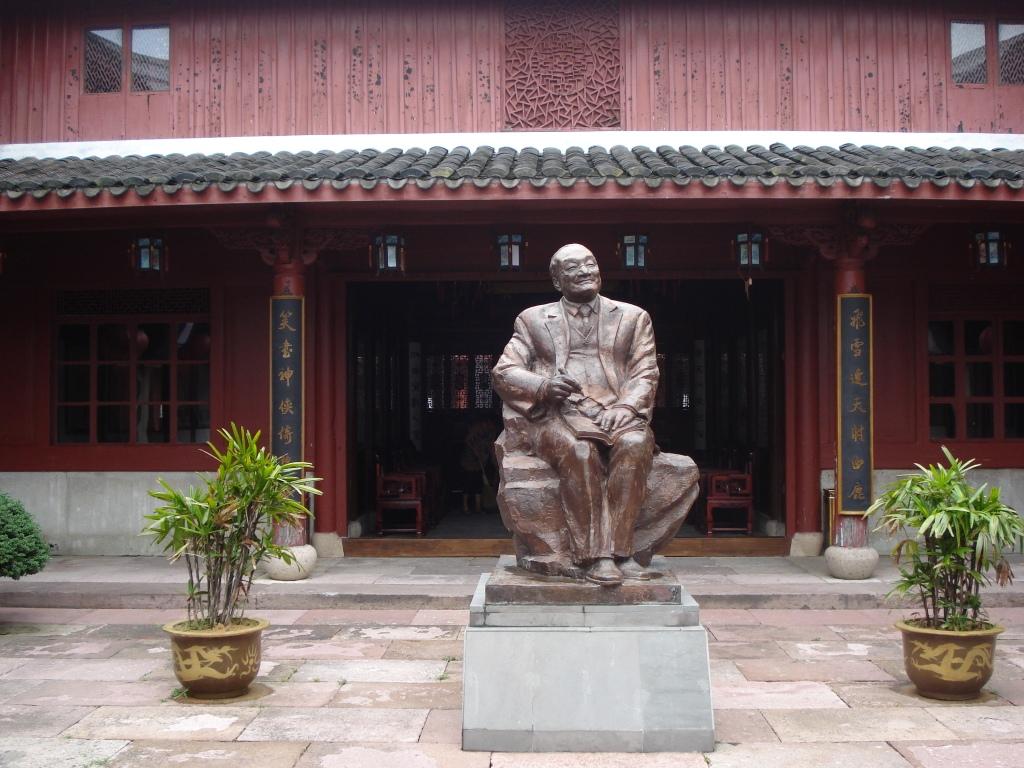
桃花島の金庸の像

桃花島（とうかとう、簡体字: 桃花岛）は浙江省舟山群島の島の1つで、陸地面積40.97平方キロメートル、人口2万人余り。島の全域が舟山市普陀区桃花鎮に属する。桃花島は普陀山や朱家尖島の南方にあり、周囲は多島海で、大小の様々な島が散在する風景を楽しむことができる。桃花島はだいたい菱形をした長細い島で、北西から南東へ伸びており、長さは11.5キロメートル、中央部の幅の広いあたりで幅6.5キロメートルほど。ごつごつした峰が連なる山がちな地形で、島の中南部にある安期峰（標高539.7メートル）は舟山群島の最高峰である。安期峰の北側には塔湾という東へ開いた湾があり、その奥に千歩金沙という長い砂浜が続いている。
2007年に桃花島は国家旅游局AAAA級景区に指定されており、これは舟山市では普陀山に次ぐものである。その他、桃花島は浙江省の風景区や観光スポットを列挙した様々なリストに挙げられ、模範的な漁村・農村の称号も多数得ている。桃花島には、塔湾金沙・安期峰・桃花峪・大仏岩・懸鵓鴣島・桃花港の六大景区、金沙日出・金龍吐珠・安期雲霧などの十二大景観、弾指峰・東海神珠・白雀寺・清音洞・安期煉丹洞・観音望海・仙人橋・千層岩などの名所100以上がある。2006年の来島観光客数は60万人を超えている。

## 武侠小説の桃花島
武侠小説家・金庸の作品には桃花島という島が登場する。作中の桃花島は東海中の孤島で桃の花びらが舞っており、「東邪」黄薬師の本拠地となっている。武術家の弟子が多数集まるほか、島内には五行奇門という仕掛けが張られており、常人には島の中を迷わず歩くことも脱出することも不可能である。現在の桃花島は金庸作品のモデルであることを観光の目玉の一つにしており、小説・映画・ドラマで金庸作品に触れたファンが多数来島する。島には「金庸文化園」があり、地方政府とドラマ制作者・張紀中が作ったものの公金の無駄遣いと物議をかもした金庸の像が建っている。

## 日本との関わり
1752年11月、日本の気仙沼の廻船・春日丸は煙草や海産物を運ぼうと銚子に向かう途中に暴風雨に遭って太平洋を漂流し、4か月後に桃花島に漂着した。船頭伝兵衛をはじめ13人の船乗りは島民から手当てを受け、1年半後に長崎を経て無事に故郷へと戻った。この故事をきっかけに、気仙沼市と舟山市は友好都市関係を結んでいる。